# Phare de Þorlákshöfn
Le phare de Þorlákshöfn (en islandais : Hafnarnesviti í Þorlákshöfn) est un phare situé à Þorlákshöfn, dans la région de Suðurland.